# Свеннборґ
Свеннборґ (Свеннборг, дан. Svendborg) — місто в Данії на острові Фюн, адміністративний центр муніципалітету Свеннборґ.

## Історія
Найдавніші археологічні знахідки свідчать про заселення території сучасного Свеннборга ще в добу вікінгів, хоча перші писемні згадки про місто з'являються лише у XIII столітті. Назва міста, ймовірно, походить від давньоскандинавського імені Svend, поєднаного з давньоданським словом borg (замок, фортеця).
Офіційно міський статус Свеннборг отримав у 1253 році. Упродовж середньовіччя місто відігравало важливу роль як адміністративний та торговий центр регіону. Завдяки своєму вигідному розташуванню на березі протоки Свеннборг став важливою гаванню, через яку здійснювалася торгівля між Фюном, Шлезвігом і островом Ланґеланн.
У XVI—XVII століттях місто розвивалося як центр ремесел, суднобудування та морської торгівлі. Під час воєн між Данією та Швецією Свеннборг неодноразово зазнавав нападів і змінював військове значення, саме місто було укріплене, а фортеця використовувалася як база для флоту. У XIX столітті Свеннборг увійшов у добу модернізації: з'явилися нові верфі, покращено інфраструктуру порту, збудовано залізничне сполучення з центральною частиною острова Фюн. У 1887 році відкрився Свеннборзький музей, який став одним із перших регіональних музеїв у Данії.
Під час Другої світової війни місто перебувало під німецькою окупацією, однак не зазнало значних руйнувань. Після війни Свеннборг продовжив розвиватися як туристичний і культурний центр. У другій половині XX століття місто стало відомим завдяки своєму музичному фестивалю, музеям і збереженій історичній архітектурі.

## Галерея

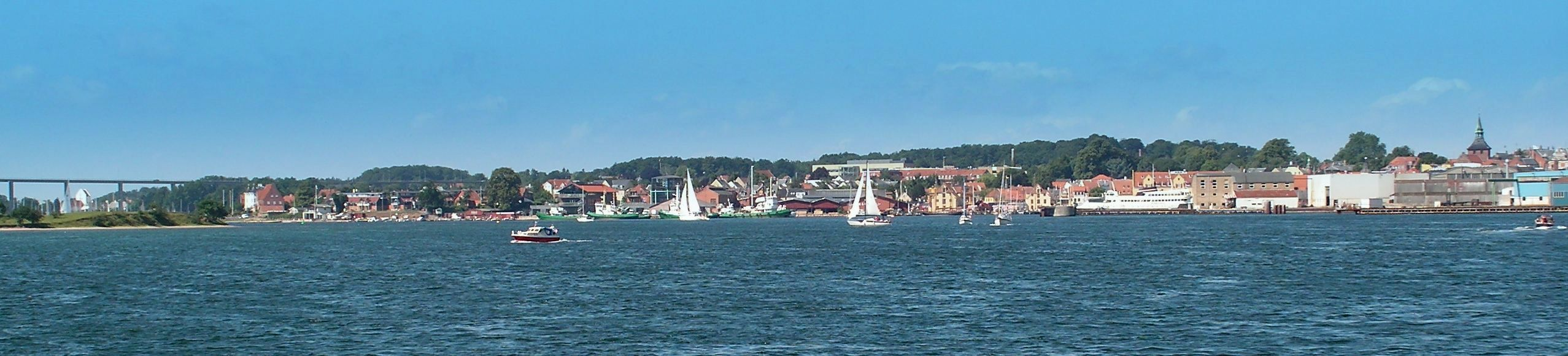
Панорама берегової лінії Свеннборга
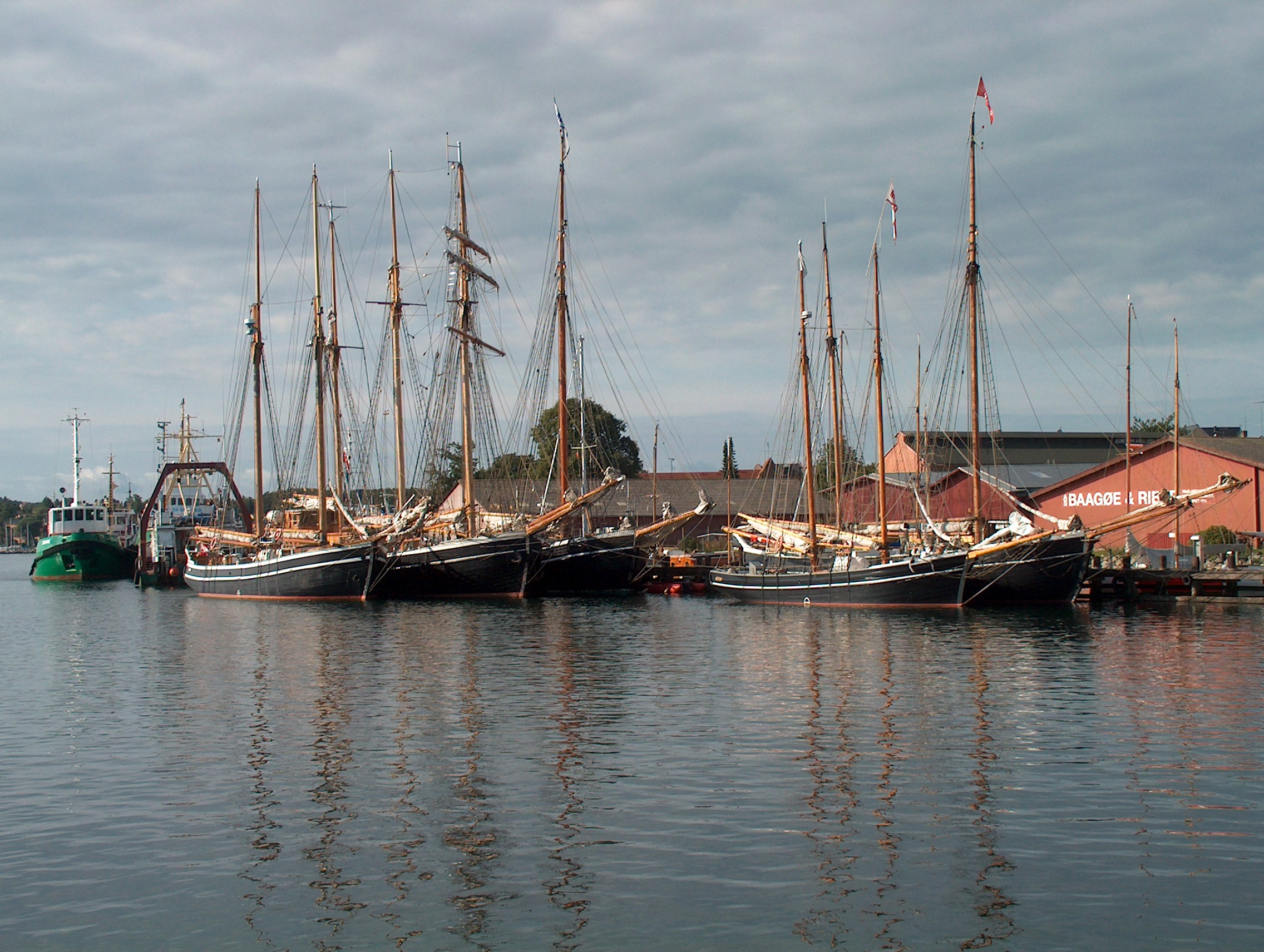
Свеннборзька гавань